# Lineodes ochrea
Lineodes ochrea là một loài bướm đêm trong họ Crambidae.